# Radon
Radon je kemični element, ki ima v periodnem sistemu simbol Rn in atomsko število 86. Ta radioaktivni žlahtni plin nastane z razpadom radija; radon je eden najtežjih plinov in škodljiv zdravju. Najbolj stabilni izotop, Rn-222, ima razpolovno dobo 3,8 dni in se ga uporablja v radioterapiji. Povzroča pljučnega raka.
Čeprav je bil radon odkrit že v začetku dvajsetega stoletja, so prve povezave med njegovimi potomci in pljučnim rakom nastale šele v šestdesetih letih. Zgodba o kancerogenosti tega plina sega že v 16. stoletje, ko so v Nemčiji in na Češkem številni rudarji umirali za tako imenovano »Schneberg krankheit«. Visoka umrljivost rudarjev zaradi pljučnih bolezni se je nadaljevala tudi v 19. stoletju. Še v času druge svetovne vojne so v prid večjim dobičkom pri proizvodnji opreme za vojaške namene pospeševali delo v rudnikih urana in popolnoma zanemarili kakršnokoli zaščito pred radioaktivnostjo.
Šele leta 1956 so se na Švedskem začele sistematične raziskave na tem področju.
V prvem obdobju so avtorji v glavnem poročali o koncentraciji radona in njegovih razpadnih produktov v zraku delovnega in bivalnega okolja. Sledilo je obdobje iskanja in pojasnjevanja vzrokov povišanih koncentracij. Slovenija je geološko heterogena dežela in zato zanimiva za meritve koncentracije radona. Prvič so se s tem problemom soočili leta 1969 v zvezi z rudnikom urana v Žirovskem vrhu. Kasneje so ugotovili povišane koncentracije tudi v rudniku živega srebra v Idriji, rudniku svinca in cinka v Mežici, medtem ko so bile vrednosti v premogovnikih nižje zaradi učinkovitega prezračevanja. Meritve so prešle v podzemne jame, pri čemer so v nekaterih delih namerili do 20 kBqm-3. V Postojnski jami je koncentracija radona v območju od 2 do 4 kBqm-3, kar je za obiskovalca prispevek k letni dozi okrog 2 %, zaposleni pa morajo biti pod stalnim radiološkim nadzorom. Poleg meritev, ki potekajo v slovenskih zdraviliščih, so se leta 1986 pričele meritve radona v bivalnem okolju, pri čemer so se osredotočili predvsem na slovenske šole, vrtce in okrog 900 naključno izbranih stanovanj. 
V Sloveniji do zdaj nimamo uradno določenih omejitev glede koncentracije radona v bivalnem in delovnem okolju, zato načeloma sledimo priporočilo ICRP (International Commission on Radiological Protection), ki dovoljuje koncentracijo radona v zraku bivalnega okolja od 200 do 600 Bqm-3 in od 500 do 1500 Bqm-3 v delovnem okolju. V Sloveniji zaradi radona umre vsako leto približno 120 ljudi.

## Radon v bivalnih prostorih
Radon v povprečju prispeva več kot polovico efektivne doze, ki jo človek prejme od vseh naravnih virov ionizirajočih sevanj. V prostore prodira predvsem iz zemeljskih tal skozi razne odprtine, kot so jaški, odtoki, špranje ali razpoke. Radon povzroči približno 10 odstotkov primerov pljučnih rakov, zato se ukrepom za zmanjšanje izpostavljenosti radonu v zadnjem času na mednarodni ravni namenja čedalje več pozornosti. 
Radon tako predstavlja enega izmed največjih tveganj za pojav pljučnega raka v povezavi s kakovostjo bivanja in gradnje objektov. Z uporabo gradbenih materialov, kot so beton in silikatni zidaki, lahko stopnjo radona znižamo skoraj za polovico. 